# Acuario de los Dos Océanos
El Acuario de los Dos Océanos (en inglés: Two Oceans Aquarium) es un acuario situado en el Victoria & Alfred Waterfront en Ciudad del Cabo, Provincia del Cabo Occidental, en Sudáfrica. El acuario abrió sus puertas el 13 de noviembre de 1995 y está compuesto por siete salas de exposición con grandes ventanas de exhibición. El encanto particular de este zoológico se debe a su ubicación, donde el Océano Índico y el Océano Atlántico se encuentran.
Se puede bucear con tiburones de dientes irregulares en el Acuario de si se tiene un certificado PADI Open Water.

## Galería de imágenes

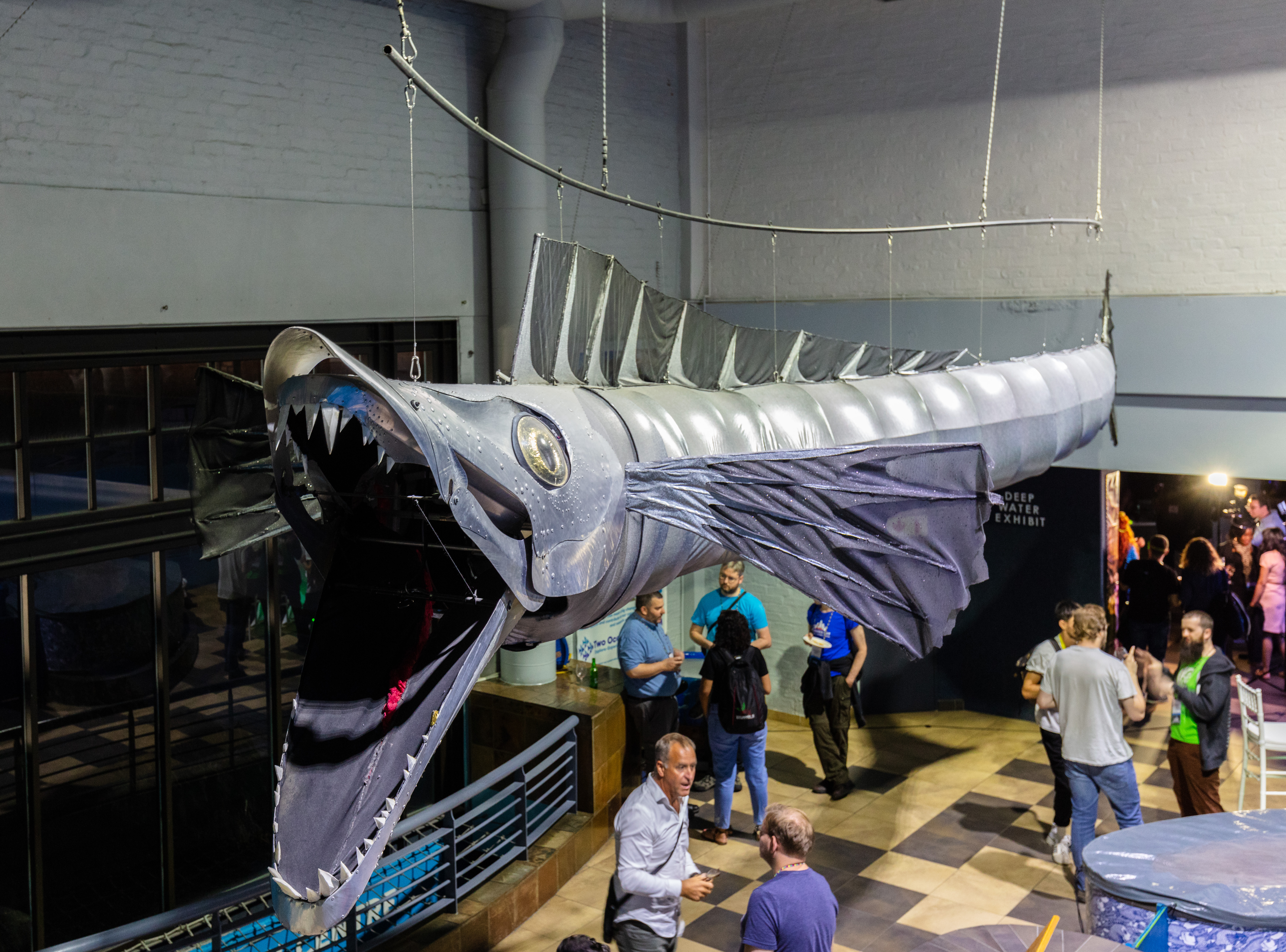
Entrada al acuario.
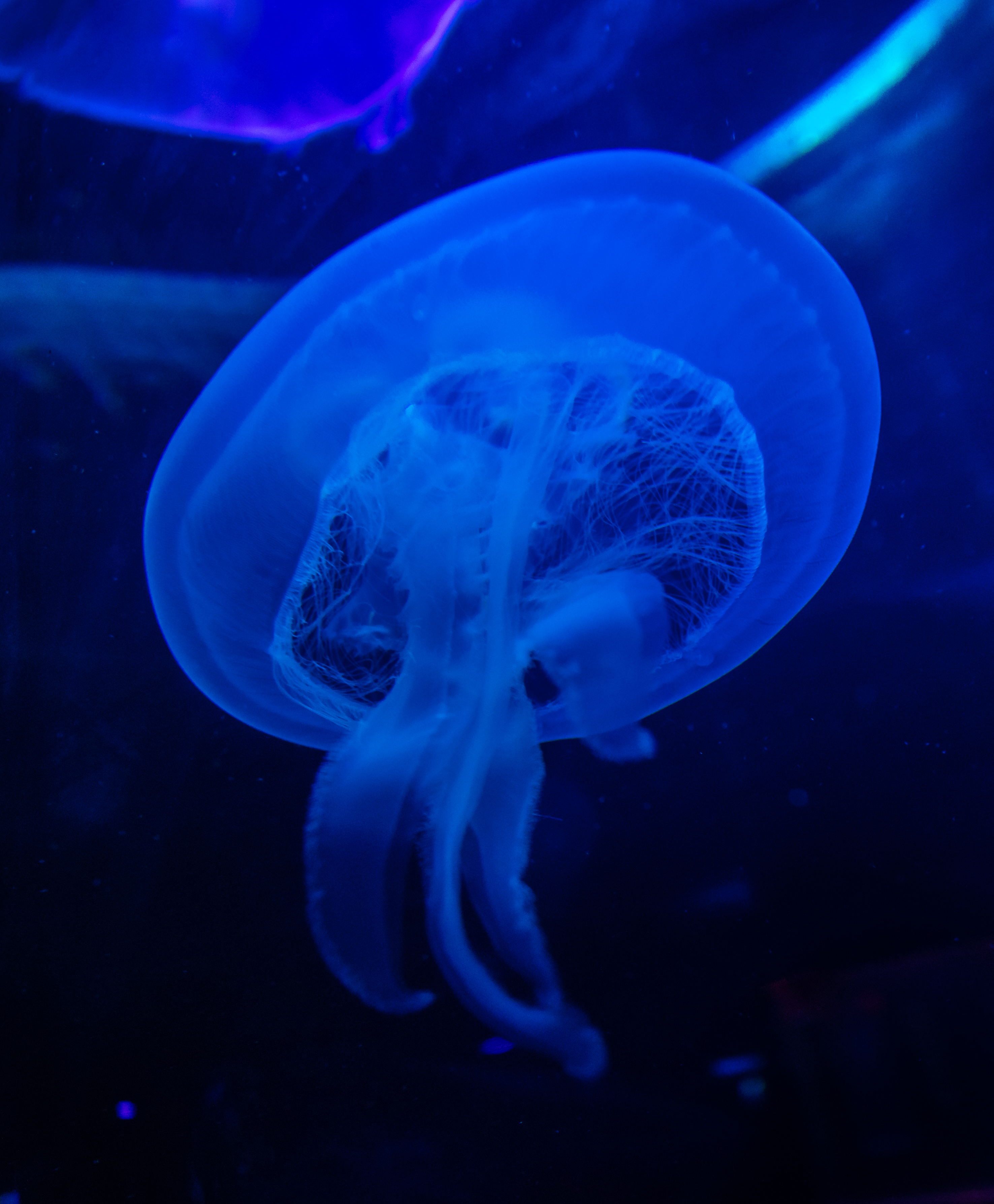
Ejemplar de medusa común (Aurelia aurita).
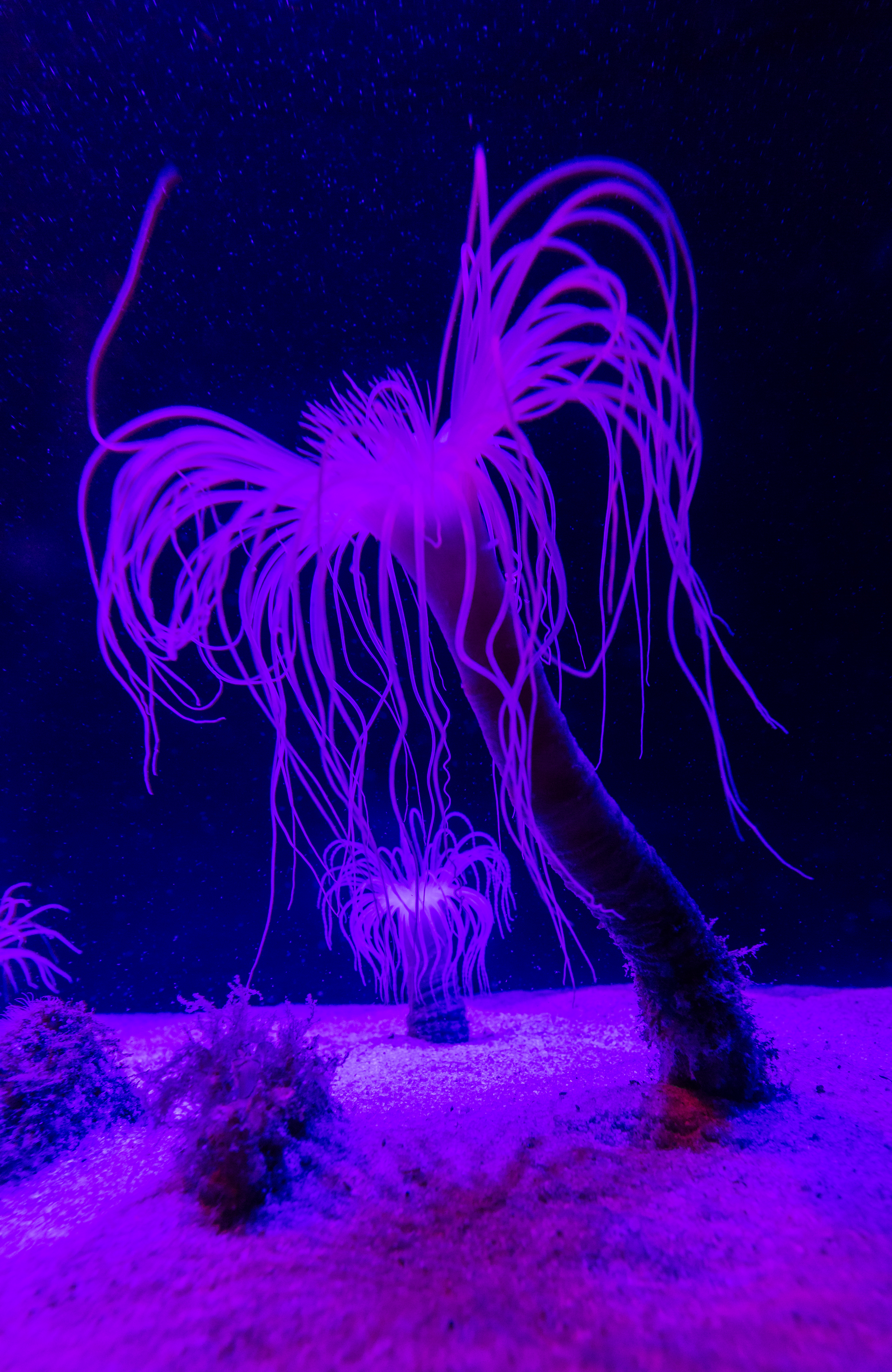
Ceriántido.
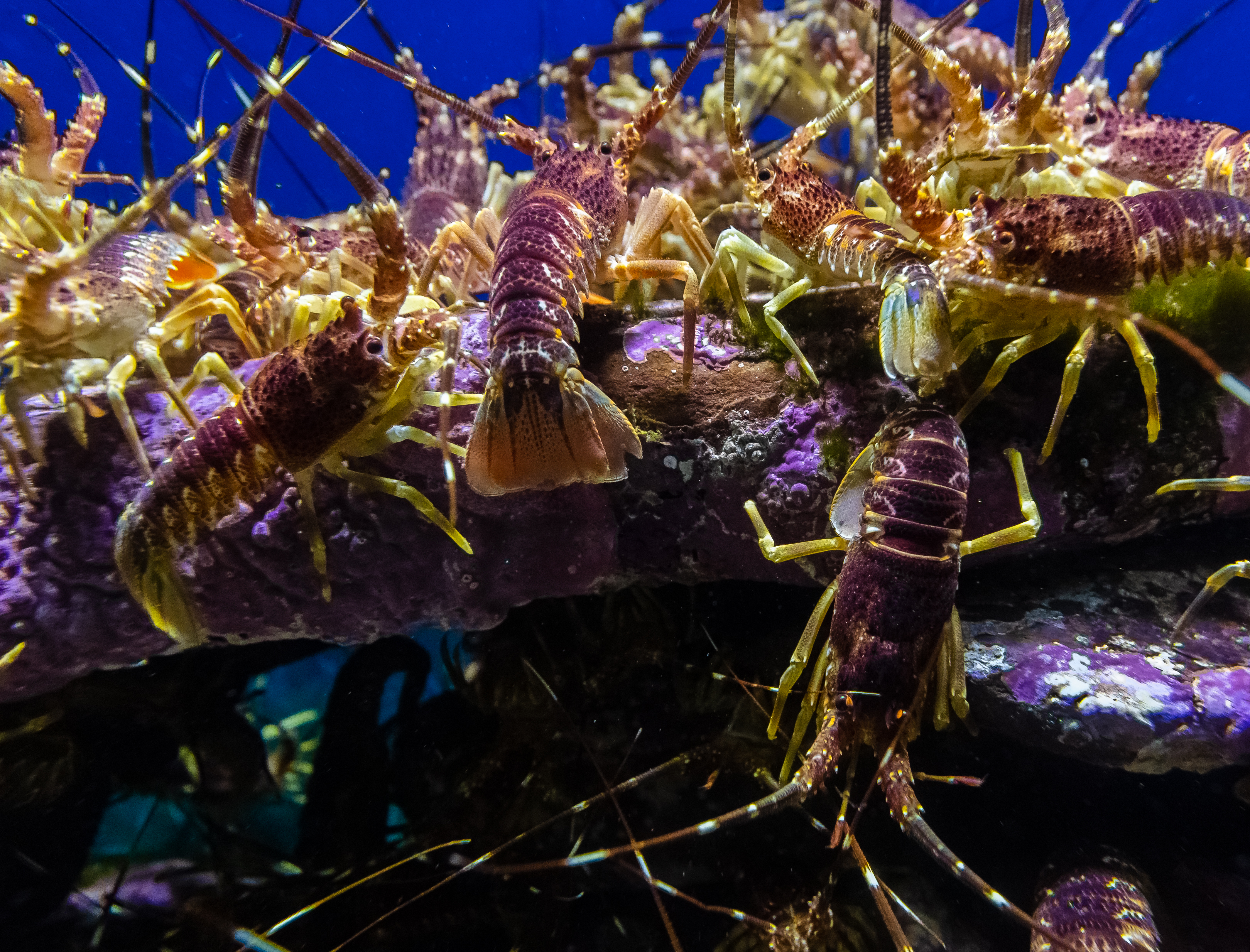
Cangrejos (Palinurus gilchristi).